# 1954 في اليابان
فيما يلي قوائم الأحداث التي وقعت خلال عام 1954 في اليابان.

## سياسة

### تعيين في المنصب
- 1 يناير – مامورو شيجميتسو نائب رئيس وزراء اليابان [الإنجليزية]‏،وزير الشؤون الخارجية [الإنجليزية]‏.
- 10 ديسمبر – إيتشيرو هاتوياما رئيس وزراء اليابان.

### انتهاء فترة المنصب
- 10 ديسمبر – يوشيدا شيغه-رو رئيس وزراء اليابان.

## أفلام
من الأفلام التي صدرت هذه السنة في اليابان:
- 1 يناير – موساشي مياموتو من إخراج هيروشي إناجاكي.
- 1 يناير – المأمور سانشو من إخراج كنجي ميزوغوشي.
- 26 أبريل – الساموراي السبعة من إخراج أكيرا كوروساوا.
- 3 نوفمبر – غودزيلا من إخراج إيتشيرو هوندا.

## كتب
من الكتب التي صدرت هذه السنة في اليابان:
- 1 يناير – البحيرة من تأليف ياسوناري كواباتا.
- 1 يناير – سيد الغو من تأليف ياسوناري كواباتا.
- 1 يناير – ضجيج الجبل من تأليف ياسوناري كواباتا.

## مواليد

### يناير
- 6 يناير – يوجي هوري
- 16 يناير – شيجيو ناكاجيما ملاكم ياباني.
- 28 يناير – كانيتو شيوزاوا مؤدّي صوت ياباني.

### فبراير
- 4 فبراير – شيغيرو تشيبا
- 11 فبراير – نوريوكي أساكورا
- 14 فبراير – كوهيه تاناكا

### مارس
- 4 مارس – أكيرا اوكادا عالم اقتصاد ياباني.
- 23 مارس – هيديوكي هوري مؤدّي صوت ياباني.
- 26 مارس – كازوهيكو إينوي

### أبريل
- 2 أبريل – سسمو هيراساوا
- 2 أبريل – يوغي كيشيوكو لاعب كرة قدم ياباني.
- 5 أبريل – يوشيتشي واتانابي لاعب كرة قدم ياباني.
- 22 أبريل – جوجي ناكاتا

### مايو
- 10 مايو – يوشياكي شيمجو لاعب كرة قدم ياباني.
- 13 مايو – هيديكي مايدا لاعب كرة قدم ياباني.
- 19 مايو – هوتشو أوتسكا مؤدّي صوت ياباني.
- 22 مايو – شوجي ناكامورا
- 23 مايو – هاكوبون شيمومورا سياسي ياباني.

### يونيو
- 4 يونيو – كازوهيرو ياماجي
- 13 يونيو – إيكو هيسامورا مؤدّية صوت يابانية.

### أغسطس
- 7 أغسطس – تاناكا أكيهيكو عالم سياسة ياباني.
- 14 أغسطس – يوكو ميتا مؤدّية صوت يابانية.

### سبتمبر
- 13 سبتمبر – شيجيهارو يكي لاعب كرة قدم ياباني.
- 18 سبتمبر – تاكاو دوي
- 21 سبتمبر – شينزو آبي سياسي ياباني.

### أكتوبر
- 1 أكتوبر – ماساهيكو تاناكا
- 18 أكتوبر – يوجي ميتسويا
- 20 أكتوبر – يوكو ماتسوكا
- 29 أكتوبر – هيساو سيكيجوتشي لاعب كرة قدم ياباني.

### نوفمبر
- 4 نوفمبر – هيديكي شيميزو لاعب كرة قدم ياباني.
- 8 نوفمبر – كازوو إيشيغورو
- 20 نوفمبر – بين شيمادا

### ديسمبر
- 5 ديسمبر – هيدياكي تيزوكا
- 8 ديسمبر – سومي شيماموتو
- 29 ديسمبر – توشياكي إيماي لاعب كرة قدم ياباني.
- 29 ديسمبر – نوريهيتو أمير تاكامادو

## وفيات

### فبراير
- 12 فبراير – كوتارو هوندا (مواليد 1870)

### سبتمبر
- 21 سبتمبر – ميكيموتو كويتشي (مواليد 1858) رائد أعمال ياباني.